# Örn Taube
Örn Berendt Alexander Taube, född 7 december 1940 i Hietaniemi i Norrbotten, är en svensk biolog som var rektor för Högskolan i Kalmar 1995–2003.

## Biografi
Örn avlade studentexamen vid Haparanda högre allmänna läroverk 1960. Han fortsatte därefter med studier i biologi, kemi och geovetenskap vid Uppsala universitet, där han avlade filosofie kandidatexamen 1965. Han fortsatte med forskarutbildning i växtfysiologi vid Umeå universitet, där han avlade filosofie licentiatexamen 1971 och disputerade 1975. Däremellan läste han ett år på lärarutbildningen.
Örn blev universitetslektor i växtfysiologi och studierektor på biologiska institutionen och så småningom utbildningsledare för naturvetenskapliga fakulteten. År 1989 lämnade han Umeå universitet för en tjänst som byråchef för utbildnings- och forskningsbyrån vid Kungliga tekniska högskolan. År 1994 fick han tjänst som byråchef för utbildnings- och forskningsbyrån vid Karolinska institutet. 
År 1995 tillträde Örn Taube tjänsten som rektor för Högskolan i Kalmar. Han innehade tjänsten till 2003.